# Ana Paula Belo
Ana Paula Rodrigues Belo (született: Ana Paula Rodrigues, São Luís, 1987. október 18. –) világbajnok brazil kézilabdázónő, irányító, az olasz élvonalbeli Handball Erice játékosa.

## Sportpályafutása
Rodrigues (2011-től férjezett nevén : Belo) szülőországában kezdett kézilabdázni, 2007-ig megfordult az A.A.G. Maru és a Guarulhos csapatában is. 2007-től 1 éven keresztül a szintén brazil BM Roquetas de Mar játékosa volt. 21 évesen elhagyta Amerikát és Európába szerződött, a spanyol Elche Mustang csapatát erősítette 1 évig. 2009-től 2 évig a szintén spanyol Elda Prestigio-ban játszott. 2011-ben 3 évre aláírt az osztrák Hypo csapatához. 2014-ben ugyan nem hosszabbította meg a szerződését, de Belo nem tudta még, hogy hova igazoljon. Végül 2 szezonra aláírt a román élvonalbeli CSM București-hez. 2016-ban leigazolta az orosz Rosztov-Don együttese. 2018-ban Belo még 2 évvel meghosszabbította a szerződését az orosz csapattal. 2020-ban szerződést bontottak vele, így a francia élvonalbeli Chambray játékosa lett.

## Sikerei, díjai
- Világbajnokság
  - világbajnok: 2013